# Western Phnom Penh Football Club
Western Phnom Penh Football Club é um clube de futebol do Camboja. Disputou a primeira divisão pela última vez em 2015.